# ریچارد رانگهام
ریچارد رانگهام (انگلیسی: Richard Wrangham؛ زادهٔ ۱۹۴۸) انسان‌شناس و نخستی‌شناس اهل بریتانیا است. او استاد انسان‌شناسی زیستی در دانشگاه هاروارد است. تحقیقات و نوشته‌های او شامل رفتار میمون‌ها، تکامل انسان، خشونت و آشپزی است.

## پارادوکس خوبی
رانگهام در پارادوکس خوبی می‌نویسد:
در سال ۱۹۲۹، موریس دیوی، انسان‌شناس، یک برداشت اجماعی را که امروزه نیز صادق است، خلاصه کرد: مردم به همان اندازه با اعضای جامعه خود خوب بودند که با دیگران تندخو بودند. دو قانون اخلاقی وجود دارد، دو مجموعه اخلاق، یکی برای رفقای درون و دیگری برای غریبه‌های بیرون، و هر دو از یک علایق ناشی می‌شوند. کشتن، غارت، انتقام خون و دزدی زنان و برده‌ها در برابر بیگانگان شایسته است، اما در داخل گروه هیچ‌یک از این موارد را نمی‌توان مجاز دانست زیرا باعث اختلاف و ضعف می‌شود. رانگهام بیان می‌کند که خوداهلی‌سازی و اخلاق در هم تنیده شده‌اند. اخلاق فقط می‌تواند در میان گونه‌هایی تکامل یابد که به شدت به عدم تأیید اجتماعی حساس هستند. قضاوت اخلاقی منفی برای اکثر مردم بسیار ناخوشایند است. برای اجداد ما، پرورش شهرت خوب بسیار مهم بود. اغتشاشگران مورد تمسخر، طرد و گاه قتل قرار می‌گرفتند.

## پرخاشگری
رانگهام در زندگی روزمره، انسان‌ها تمایل دارند سطوح نسبتاً پایینی از خشونت درون گروهی را تجربه کنند. اما درگیری بین گروه‌ها شرایطی را برای نرخ مرگ و میر فاجعه بار ایجاد می‌کند. انسان‌ها در کنار آمدن با همسالان خود خوب هستند. و در خاموش کردن دشمنانشان خوب است. چگونه می‌توان این را توضیح داد؟ ین کتاب پرخاشگری را اینگونه تعریف می‌کند: «رفتاری که هدف آن ایجاد آسیب جسمی یا روانی است». این به دو نوع عمده تقسیم می‌شود:

### پرخاشگری واکنشی: تکانشی، کنترل نشده، انعکاسی
پرخاشگری واکنشی یک پاسخ تکانشی به یک تهدید است. این یک واکنش فوری است که نتیجه خشم، ترس یا هر دو است. در بین مردان بسیار بیشتر از زنان دیده می‌شود و با سطوح بالای تستوسترون مرتبط است. پرخاشگری واکنشی با از دست دادن کنترل عصبانیت شما در پاسخ به توهین، خجالت، خطر فیزیکی یا شکست‌های لحظه ای همراه است.
این نوع تکانشگری با هدف از بین بردن منبع خشم، که معمولاً مسئول برانگیختن پرخاشگری است، همراه است. پرخاشگری واکنشی به ویژه در میان مردان جوانی که بر سر موقعیت یا توجه شرکای بالقوه عاشقانه دعوا می‌کنند، آشکار است.

### پرخاشگری پیشگیرانه: عمدی، حساب شده، از پیش برنامه‌ریزی شده
در مقابل، پرخاشگری پیشگیرانه به عنوان درنده، ابزاری و «سرد» شناخته می‌شود. برخلاف پرخاشگری واکنشی، پرخاشگری پیشگیرانه مستلزم یک عمل پرخاشگری حساب شده و هدفمند با هدفی خاص است، نه پاسخی تکانشی برای خاموش کردن منبع ترس یا تهدید. افرادی که مستعد پرخاشگری فعالانه هستند، حساسیت عاطفی کمتری نشان می‌دهند، با قربانیان خود همدلی کمتری دارند و نسبت به اعمال خود پشیمانی کمتری دارند. برای افراد خارج از گروه، انسان‌ها می‌توانند به طرز شگفت‌انگیزی ظالم باشند. پرخاشگری پیشگیرانه معمولاً علیه اعضای گروه‌های بیرونی استفاده می‌شود. این پرخاشگری با وجود یک برنامه عمدی و عدم وجود احساسات در زمان حمله مشخص می‌شود.
در مقایسه با بسیاری از نخستی‌ها، انسان‌ها تمایل زیادی به پرخاشگری پیشگیرانه دارند، ویژگی مشترکی با شامپانزه‌ها اما نه بونوبو‌ها. در مقابل، انسان‌ها در مقایسه با شامپانزه‌ها تمایل کمی به پرخاشگری واکنشی دارند و از این نظر انسان‌ها بیشتر شبیه بونوبو هستند. طبقه‌بندی دووجهی پرخاشگری انسان به حل دو معما مهم کمک می‌کند. اولاً، یک بحث طولانی مدت در مورد اهمیت پرخاشگری در طبیعت انسان تصور نادرستی است، زیرا هر دو موضع تا حدی صحیح است. موقعیت توماس هابز- توماس هنری هاکسلی (شاگردان هابز می‌گویند که ما طبیعتاً خشن هستیم اما جامعه متمدن است) به درستی پتانسیل بالای خشونت پیشگیرانه را تشخیص می‌دهد، در حالی که موضع ژان ژاک روسو-پتر کروپوتکین (شاگردان روسو می‌گویند که ما طبیعتاً صلح‌جو هستیم، اما در جامعه فاسد شده‌ایم) به درستی فراوانی کم پرخاشگری واکنشی را ذکر می‌کند. دوم، وقوع دو نوع عمده پرخاشگری انسانی، پارادوکس اعدام مربوط به تأثیرات فرضی مجازات اعدام بر خوداهلی‌سازی در دوره پلیستوسن را حل می‌کند. معما این است که ظاهراً تمایل به رفتار پرخاشگرانه در نتیجه انتخاب شدن با مجازات اعدام کاهش یافته است، اما مجازات اعدام خود یک رفتار پرخاشگرانه است. از آنجایی که پرخاشگری مورد استفاده توسط جلادان پیشگیرانه است، تناقض اعدام تا حدی حل می‌شود که رفتار پرخاشگرانه ای که قربانیان به آن متهم شده بودند اغلب واکنشی بوده است. بسیاری از پرخاشگری انسان یا در حال حاضر سازگار است یا از راهبردهای انطباقی ناشی می‌شود؛ بنابراین به نظر می‌رسد که الگوهای خشونت توسط انتخاب طبیعی شکل گرفته است.

## کتاب‌ها
- مردان شیطانی with Peterson, D. , Boston, MA: Houghton Mifflin. 1996. شابک ‎۹۷۸-۰-۳۹۵-۸۷۷۴۳-۲.
- Smuts, B.B. , Cheney, D.L. Seyfarth, R.M. , Wrangham, R.W. , & Struhsaker, T.T. (Eds.) (1987). Primate Societies. Chicago: University of Chicago Press. شابک ‎۰-۲۲۶-۷۶۷۱۵-۹
- آتش گرفتن: چگونه آشپزی ما را انسان کرد. Basic Books, 2009. شابک ‎۰-۴۶۵-۰۱۳۶۲-۷
- پارادوکس خوبی: The Strange Relationship Between Virtue and Violence in Human Evolution. Pantheon, 2019. شابک ‎۹۷۸-۱-۱۰۱-۸۷۰۹۰-۷